# Пилихина, Маргарита Михайловна
Маргарита Михайловна Пилихина (30 июня 1926, Москва — 13 марта 1975, там же) — советский кинооператор, педагог. Заслуженный деятель искусств РСФСР (1965). 

## Биография
Родилась 30 июня 1926 года в Москве. У её деда, Михаила Артемьевича Пилихина, была скорняжная мастерская, в которой начинал учеником его племянник, будущий маршал Г. К. Жуков.
В 1950 году окончила операторский факультет ВГИКа (мастерская Б. И. Волчека).
С 1956 — оператор-постановщик киностудии им. М. Горького.
С 1965 — оператор-постановщик киностудии «Мосфильм».
Член КПСС с 1956 года.
С 1965 — член правления Союза кинематографистов СССР, затем — секретарь правления, руководитель творческой секции кинооператоров.
Похоронена на Новодевичьем кладбище.

## Семья
- Пилихин, Михаил Артемьевич — дед
- Жуков, Георгий Константинович (1896—1974) — двоюродный дядя[4]

## Избранная фильмография

### Операторские работы
- 1956 — За власть Советов (реж. Борис Бунеев)
- 1957 — Ночной патруль (реж. Владимир Сухобоков)
- 1959 — Фома Гордеев (реж. Марк Донской)
- 1960 — Рыжик (реж. Илья Фрэз)
- 1964 — Застава Ильича (реж. Марлен Хуциев)
- 1966 — Дневные звезды (реж. Игорь Таланкин)
- 1969 — Чайковский (реж. Игорь Таланкин)
- 1973 — Дела сердечные (реж. Аждар Ибрагимов)

### Режиссёрские работы
- 1974 — Анна Каренина (фильм-балет)

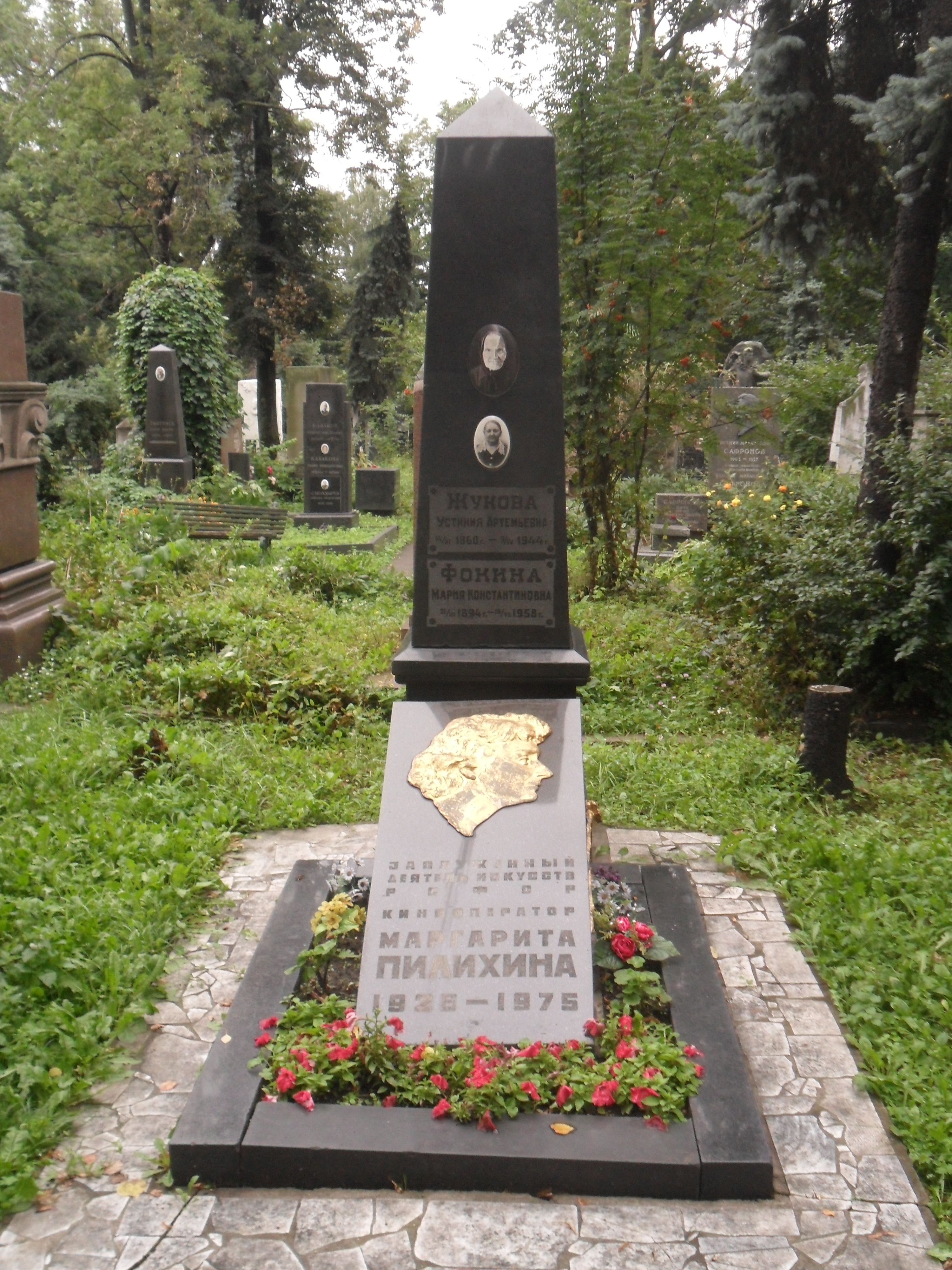
Могила Пилихиной на Новодевичьем кладбище

## Педагогическая деятельность
С 1950 — преподаватель ВГИКа, с 1970 — доцент.

## Признание
- 1958 — Всесоюзный кинофестиваль — Поощрительный диплом за операторскую работу (фильм «Двое из одного квартала»)
- 1965 — Заслуженный деятель искусств РСФСР
- 1970 — Заслуженный работник культуры Словацкой Социалистической Республики
- 1971 — Орден Трудового Красного Знамени
- 1970 — МКФ в Сан-Себастьяне — диплом за выдающиеся художественные и технические качества (фильм «Чайковский»)